# صادق عبداللهی
صادق عبداللهی، (۲۷ دی ۱۳۲۷ – ۲۴ مهر ۱۳۹۷) طنزپرداز و نویسنده و کارگردان پیشکسوت صدا و سیمای ایران بود. عبداللهی از نویسندگان برنامه‌های طنز به یادماندنی مانند صبح جمعه با شما، هوشیار و بیدار، شبکه صفر، جدی نگیرید، جنگ ۶۸، رادیو جمعه، جمعه ایرانی، راه شب، خارج از محدوده، و بعد از خبر بود. عبداللهی مجموعه برنامه تلویزیونی هوشیار و بیدار را در دهه ۱۳۶۰ نوشت. وی از پایه گذاران برنامه‌های متعددی از جمله صبح جمعه با شما بود. مجله دنیای جدول را به تنهائی منتشر کرد. درمجلات متعددی مانند مجله جوانان، سپید و سیاه، فیلم و هنر، ستاره سینما، تهران مصور، کاریکاتور، بهلول، فاراد و طلوع زندگی مطالب فراوانی نوشت. او همچنین سال‌ها نویسنده برنامه صبحگاهی یکشنبه‌ها و سه شنبه‌های رادیو پیام به تهیه‌کنندگی مرتضی اسدامرجی و گویندگی منوچهر والی‌زاده بود.
در تیر ۱۳۹۷ در اختتامیه فصل چهارم مسابقه «یک، دو صدا» از صادق عبداللهی قدردانی به عمل آمد.

## درگذشت
وی چند روز به دلیل سکته مغزی در بیمارستان بستری بود و سرانجام در ۲۴ مهر ۱۳۹۷ در بیمارستان درگذشت.

## آثار
- هوشیار و بیدار
- صبح جمعه با شما
- جنگ هفته
- جنگ شب
- بعد از خبر
- تهران ساعت 20
- لبخند نوروزی
- جدی نگیرید (فصل‌های اول و دوم)